# 細杜鰍鯰
細杜鰍鯰，為輻鰭魚綱鯰形目平鰭鮠科的其中一種，為熱帶淡水魚，被IUCN列為易危保育類動物，分布於非洲喀麥隆Nyong至Ntem河流域，體長可達12.2公分，棲息在底層水域，生活習性不明。

## 擴展閱讀
維基物種上的相關：細杜鰍鯰